# Daira Galvis
Daira de Jesús Galvis Méndez (Cartagena de Indias, 4 de octubre de 1953-Barranquilla, 28 de octubre de 2024) fue una abogada y política colombiana.

## Biografía
Graduada como abogada de la Universidad de Cartagena en 1977 y postgraduada en la Universidad del Atlántico y la Universidad Nacional de Colombia; dedicó su carrera profesional al litigio y particularmente al área penal y criminal; así mismo destacó como líder gremial de su profesión en el departamento de Bolívar y autora en el área de derecho procesal penal. En 1990 fue Edil de la ciudad de Cartagena.
Se destacó por polémicos casos como el asesinato del empresario Giacomo Turra
En 2006 postuló al Senado a nombre de Convergencia Ciudadana, ubicándose con 22.000 votos en el octavo lugar de una lista que alcanzó 7 curules; pero el 31 de octubre de 2007 asumió como Senadora tras la salida de Luis Alberto Gil al ser investigado por presuntos vínculos con el paramilitarismo. En 2009 pasó al Partido Cambio Radical y en las elecciones de 2010 obtuvo la tercera votación de este partido, con más de 65.000 votos, renovando su curul como Senadora. En las elecciones al senado de 2014 ratificó su condición como senadora obteniendo una votación de más 70.000 votos, llegando a ser la primera votación dentro de los senadores de Bolívar.[cita requerida]
Se ha desempeñado como senadora de la Comisión V de asuntos Mineros, Energéticos y Agropecuarios, donde llegó a ser elegida presidenta en 2010, destacándose por sus denuncia sobre la deficiencia de los servicios eléctricos en los departamentos de la costa Caribe, posición que la llevó a tensiones políticas con el senador atlanticense José David Name Cardozo.[cita requerida]
En cuanto a su postura política se definía como de centro derecha, se ha opuesto a proyectos como la despenalización total del aborto propuesta por el senado Armando Benedetti. En cuanto a apoyos a gobiernos, fue firme su respaldo al gobierno de Álvaro Uribe pese a sus agudas diferencias con el exministro de agricultura Andrés Felipe Arias. En el gobierno de Juan Manuel Santos, como integrante de la bancada de Cambio Radical, respaldó la gran mayoría de los proyectos de ley del gobierno, sin embargo votó negativamente en artículos de los proyectos de Reforma Constitucional al Régimen de Regalías y Reforma a la Justicia, por lo que muchos la identifican como una de las senadoras más independientes de la llamada coalición de la Unidad Nacional. También recibió críticas de medios de comunicación por sus aparentes prácticas burocráticas y clientelistas.[cita requerida]
Dentro del ejercicio de la función de control político fue destacada su oposición en solitario al Exalcalde de Cartagena de Indias Campo Elías Teherán, debido a las supuestas prácticas indebidas de contratación y corrupción de la administración distrital, sin embargo algunos sostienen que esta oposición se debido a que la Candidata María Bustamante –respaldada por Galvis- fue la derrotada por Campo Elías Teherán.[cita requerida]
Según el portal de noticias en línea KIEN & KE, la senadora Galvis mantuvo diferencias con el líder de su partido Germán Vargas Lleras debido a que este decidió apoyar al alcalde de Cartagena entre 2013 y 2015 Dionisio Vélez Trujillo. Estas diferencias se ahondaron aún más cuando, Germán Vargas Lleras decidió brindar firme respaldo al hermano del alcalde, Dusan Vélez Trujillo al Senado de la República en las elecciones de 2014, lo cual fue visto como una manera de intentar arrebatar la curul de Galvis, sin embargo la alta impopularidad del alcalde Dionisio Vélez y la fuerza electoral de Galvis no permitieron a Dusan Vélez Trujillo obtener la curul de senador logrando solo 28.000 votos frente a los 70.000 de Galvis. Tanto Galvis como Vargas han negado públicamente tales diferencias, sin embargo es sabido en corrillos políticos que estas están vigentes pese a los continuos actos públicos que han celebrado conjuntamente y negaciones de ambas partes.[cita requerida]